# Nigergate
Il Nigergate (neologismo ricavato dal Niger e -gate, per antonomasia dallo «scandalo Watergate») fu uno scandalo relativo al rilascio, da parte del SISMI, di documenti falsi che descrivevano il tentativo di Saddam Hussein di acquistare polveri di uranio yellowcake dal Niger. Sulla base di questi documenti e di altri indicatori, i governi di Stati Uniti e Regno Unito affermarono che l'Iraq aveva violato le sanzioni internazionali stabilite dalle Nazioni Unite, tentando di procurarsi materiale nucleare allo scopo di creare armi di distruzione di massa.

## Contesto storico
Nella metà del 2002 i rapporti diplomatici fra gli Stati Uniti e l'Iraq erano molto tesi: l'amministrazione Bush, che era da un anno impegnata nella guerra in Afghanistan, asseriva che Saddam Hussein fosse venuto in possesso di uranio e altro materiale necessario per la costruzione di una bomba atomica. In quel periodo il SISMI (il servizio segreto militare italiano) era fortemente impegnato, insieme alla CIA, nella guerra al terrorismo internazionale a seguito degli attentati dell'11 settembre 2001: dal suo ambiente sarebbero stati prodotti o rivelati i documenti che attestavano tentativi da parte di Saddam Hussein in Iraq di acquistare polvere di uranio yellowcake dal Niger.
Tali notizie si rivelarono falsificate e infondate. Nel 2004 erano state smentite, in Italia, da un articolo di Rolling Stone e nel 2005 da un’inchiesta giornalistica del quotidiano La Repubblica.

## La genesi del falso
Con carte intestate e timbri dell’ambasciata nigerina a Roma, fu realizzato un falso protocollo d'intesa fra Niger e Iraq sull'uranio: sin dalle firme e dal riscontro con le cariche ricoperte dalle presunte autorità del Niger firmatarie, le incongruità erano vistose.
Secondo le ricostruzioni di stampa, Il SISMI fu il primo ad avere l'informazione di un protocollo d'intesa fra Niger e Iraq sull'uranio, ma l'aveva archiviata perché ritenuta inattendibile. Si scoprì nel 2004, attraverso alcuni giornali inglesi (Financial Times, Sunday Times), che l'informazione era arrivata da un italiano, Rocco Martino, che avrebbe poi venduto tale documento ai servizi segreti francesi. Questi ultimi però riconobbero l'inattendibilità del documento e abbandonarono questa pista. Nel 2001 Martino – che pure era stato richiamato a collaborare con il SISMI – fu costantemente sorvegliato dai servizi segreti italiani durante il suo viaggio a Londra, dove consegnò il fascicolo al MI6.

## L’informativa negli USA tra Langley e Foggy Bottom
Dopo l’11 settembre 2001, l’informativa fu passata a Greg Thielmann della CIA, sotto forma di ’’sintesi che Langley ha ricevuto dal suo field officer in Italia. L'«agente in campo» informa di aver avuto visione dall'intelligence italiana di alcune carte’’.
L'informativa passò da una scrivania all'altra: molti analisti della CIA riconobbero l'inconsistenza della storia. I servizi statunitensi all'epoca cercavano prove e collegamenti tra gli attentati di New York e l'Iraq di Saddam Hussein, per cui ogni documento in qualche modo legato all'allora rais iracheno venne attentamente studiato, compreso il fascicolo di Martino (che venne riaperto e passato ai servizi segreti inglesi del MI6).
Ne nacque un ‘’dossier’’ che affermava l'esistenza di un accordo fra Iraq e Niger sulla fornitura di 500 tonnellate di uranio all'anno. Il dossier venne subito contestato, sia per incongruità interne (fu avanzata l'ipotesi che le miniere nigerine non fossero capaci di produrre più di 300 tonnellate all'anno), sia in ordine alla stipula del protocollo, giudicata inverosimile dopo un viaggio a Niamey dall’ex ambasciatore Joseph C. Wilson: questi nel febbraio 2002, riferendo sui risultati dell’indagine condotta interrogando direttamente l’ex primo ministro nigerino Ibrahim Assane Mayaki, confessò la difficoltà di operare di un dossier e non sul protocollo originale: "Il rapporto non è molto dettagliato. Non è chiaro se l'agente che firma il rapporto ha materialmente visto i documenti di vendita o ne ha avuto notizia da altra fonte".

George Tenet, allora direttore della CIA, decise di non ignorare il ‘’dossier’’. Nonostante questo, la diffidenza sul dossier all'interno della CIA era forte, e non incoraggiava a dargli credibilità l’indagine svolta a Niamey di Wilson: questi avrebbe in seguito dichiarato, in un articolo ospitato dal New York Times, che il suo viaggio non aveva portato alcuna prova della veridicità del dossier.
Il dossier di Martino venne nuovamente accantonato anche perché il ‘’National Intelligence Estimate’’ del 2002, sul punto, conteneva una ‘’dissenting opinion’’ del dipartimento di Stato, secondo cui tutta la questione era “altamente sospetta” perché il Niger era impossibilitato ad entrare in traffici di quel genere, stante il consorzio produttivo con la Francia che gestiva con stretto controllo tutta l’industra dell’uranio in quel Paese.

### La mancata citazione nel discorso di Cincinnati
In quei giorni Nicolò Pollari, direttore del SISMI, prese contatti con il Ministero della Difesa americano, e il 9 settembre 2002 incontrò il vicesegretario di Stato, Stephen Hadley. 
Secondo Bonini e D'Avanzo, il 9 settembre 2002 Pollari incontrò Hadley, il giorno dopo che Judith Miller aveva pubblicato l'inchiesta sui tubi di alluminio.
Hadley mise in relazione i due avvenimenti e l'11 settembre 2002 chiese alla CIA il nullaosta per utilizzare l'informazione di Martino nel discorso di Bush a Cincinnati. La CIA si oppose, ribadendo la debolezza dell'informazione, ed il 7 ottobre essa non fu riversata nel discorso presidenziale, che si limitò a ripetere quanto affermato il 24 settembre da Tony Blair (che aveva annunciato di essere in possesso di un dossier secondo il quale l'Iraq si era dotato di strumenti per fabbricare armi di distruzione di massa) ed il 26 settembre da Colin Powell in Senato.
Il 22 novembre successivo, le autorità francesi trasmisero a quelle statunitensi le informazioni sul sospetto acquisto di uranio in Niger (che la DGSE, basandosi su proprie fonti, aveva segnalato a Londra nel 1999), allegando l'avvertimento che le stesse non erano sicure e non era in loro possesso alcuna prova sull'acquisto di uranio da parte dell'Iraq.
Nel momento in cui la CIA frenava la citazione del ‘’yellowcake’’ nel discorso di Cincinnati, il falso documento di Martino e il dossier del Dipartimento di Stato finirono nell’ottobre 2002 per essere oggetto di attività del settimanale Mondadori Panorama, una cui giornalista avrebbe consegnato una nuova versione del dossier all’ambasciata USA a Roma. Nell’ambiente degli ex agenti segreti americani il dossier del SISMI era noto
e la sua nuova divulgazione, nella comunità dell'intelligence, si sarebbe valsa di personalità 
in contatto con l’Italia.
Pertanto, nei mesi successivi al mancato discorso di Cincinnati sul tavolo del presidente Bush arrivarono dei fascicoli contenenti prove relative all'acquisto di yellowcake, ovvero uranio proveniente dal Niger. Lo stesso ambasciatore alle Nazioni Unite John Negroponte alimentò il sospetto che l'Iraq possedesse uranio.

## Le “sedici parole”
Il 28 gennaio 2003 George W. Bush annunciò ufficialmente nel discorso "State of the Union" ("Stato dell'Unione") che il governo britannico era in possesso di prove che avrebbero confermato la presenza, in Iraq, di uranio utile per armi di distruzione di massa. Le sedici parole utilizzate dal Presidente furono: "The British government has learned that Saddam Hussein recently sought significant quantities of uranium from Africa." Questa frase fu ribattezzata le Sixteen Words.
La decisione di introdurre la citazione nel discorso fu oggetto di critiche interne all'amministrazione USA.
Il caso giunse a pubblica notorietà già a ridosso della guerra in Iraq, per il rapporto di Al Baradei alle Nazioni Unite e per le prime inchieste giornalistiche statunitensi. Ma fu con la pubblicazione dell’articolo dell'ambasciatore Joseph C. Wilson sul New York Times che esso dilagò come scandalo, anche per la stretta connessione con la successiva rappresaglia contro la moglie di Wilson, Valerie Plame.

Come conseguenza della richiesta di trasparenza su tutta la vicenda, fu desecretato lo ‘’Estimate’’ del 2002 e, alla fine del 2003, l’amministrazione ammise che le prove a sostegno della dichiarazione presidenziale del gennaio erano “inconcludenti” e che “quelle sedici parole non avrebbero mai dovuto essere incluse” nel discorso presidenziale, addebitandone l’errore alla CIA.

## L’inchiesta giornalistica
La vicenda fu raccontata in Italia nel 2004 da un articolo di Rolling Stone, secondo cui la guerra in Iraq era basata su documenti falsi, opera di un ex-informatore dell'intelligence italiana e accreditati dal Servizio segreto militare (SISMI) a Washington e a Londra: dal falso dossier risultava che Saddam Hussein aveva tentato di acquistare in Niger cinquecento tonnellate di uranio grezzo, in gergo yellowcake. I fatti furono ricostruiti l'anno seguente da un'inchiesta svolta dai giornalisti italiani Carlo Bonini e Giuseppe D'Avanzo, del quotidiano La Repubblica (ottobre 2005). Il 31 ottobre 2005 l'allora Presidente del Consiglio Silvio Berlusconi, dopo l'incontro con il presidente George W. Bush alla Casa Bianca, affermò che Bush aveva confermato di non aver ricevuto alcuna informazione dall'Italia. Tuttavia, il presidente statunitense non si è mai espresso apertamente sulla vicenda. Inoltre, Berlusconi ha aggiunto che l'informazione sarebbe arrivata dagli inglesi, i quali, però, l'avrebbero ricevuta dagli italiani.